# Стефан Додунеков
Стефан Додунеков е български математик, академик.

## Биография
Акад. Стефан Додунеков е роден на 5 септември 1945 г. в Килифарево. Висшето си образование по математика завършва в Софийския държавен университет през 1968 г. Седем години по-късно, през 1975 г., става „кандидат на математическите науки“ във Факултета по математика и механика на Софийски университет. Научната степен „доктор на математическите науки“ получава в Института по математика на БАН през 1986 г. През 1990 г. вече е професор. През 2004 г. става член-кореспондент на Българската академия на науките, а през 2008 г. е избран за академик.
Директор е на Института по математика и информатика към БАН от 1999 до 2012 г. Председател на Съюза на математиците в България от 2001 до 2012 г..
Президент, с два мандата, е и на Математическия съюз на Югоизточна Европа. Има над 35 години преподавателска дейност в български и в чуждестранни университети. Написал е много книги, учебници и учебни пособия по математика за средните училища. Преподавал е в Софийския университет, Великотърновския университет, Бургаския свободен университет, Югозападния университет в Благоевград и др. Преподавал е криптография в Нов български университет. Водил е курсове в Линчьопинг, Гьотеборг, Улм, Делфт. Член е на Обществото на информатиците (Information Theory Society), Американското математическо общество (American Mathematical Society), Китайското общество по комбинаторика (Combinatorial Society in China).
Акад. Стефан Додунеков е избран за председател на Българската академия на науките на 11 юни 2012 г. с впечатляващо мнозинство от членовете на шестото Общо събрание на БАН, след избори, в които конкуренти са му физикът акад. проф. дфн Александър Петров и биофизикът чл.-кор. проф. дбн Андон Косев. Като председател на БАН заявява, че поддържа идеята за индивидуално формирани заплати, както и поддържа административна политика „без оплаквания“ (посочва, че това е било още преди така в института, в който ръководи и че проф. Аткинсън при посещение в България казва „много сме щастливи, че посетихме един институт, в който не чухме и една дума за оплакване“), че се застъпва за успешна проектна дейност на мястото на оплакванията, както и че липсата на млади кадри в науката може да доведе нещата извън контрол и въпросът е от степента на националната сигурност .
След прекаран инсулт почива в София на 5 август 2012 г.

## Научни приноси
Трудовете на акад. Стефан Додунеков по теория на кодирането покриват широк спектър от проблеми – от фундаментални задачи, със значение за абстрактната алгебра и крайните геометрии, до чисто приложни в областта на защитата на данни. Сред най-значимите му приноси в края на 70-те и началото на 80-те години могат да се откроят решаването на основната задача на теория на кодирането за двоични кодове в размерност 7 и 8, резултат постигнат в ожесточена конкуренция с известни математици като Рей Хил, Хенк ван Тилборг, Тор Хелесет, Нобору Хамада и др.
През 90-те години заедно със свои ученици той въвежда и изследва т. нар. „кодове с максимално достижимо разстояние“ (почти-МДР кодовете). Тези работи събуждат огромен интерес в световен мащаб и са многократно цитирани. Съществен принос с фундаментален характер представляват изследванията на акад. Додунеков върху самодуални кодове, както и върху сферични кодове и дизайни. Тези изследвания утвърждават акад. Додунеков като един от водещите учени по теория на кодирането в света. В последните години той работи активно по характеризацията на квазисъвършените кодове – изследвания, които остават незавършени.

## Награди и почести
Додунеков връх в Антарктика е наименуван на Стефан Додунеков „за неговата подкрепа за българските антарктически топографски проучвания и картография“.